# 헤이즐리 크로퍼드
헤이즐리 조애킴 크로퍼드(영어: Hasely Joachim Crawford, 1950년 8월 16일 ~ )는 트리니다드 토바고의 육상 선수로, 1976년 몬트리올 올림픽 100m 금메달리스트였다.
트리니다드 섬의 산페르난도에서 출생하여, 19세때부터 육상을 시작한 그는 1970년 코먼웰스 게임에 출전하여 100m 3위를 한바 있다. 1972년 뮌헨 올림픽 100m 결승전에 나갔지만 시작하자마자 멈추고 말았던 일이 생겼다.
4년 후에 몬트리올에서 열린 올림픽에서 모든 예선들을 통과하며 결승전에 출전, 트리니다드 토바고 최초의 올림픽 금메달리스트가 되었다. 또한 200m 결승전에도 나갔으나, 근육부상에 의하여 끝으로 오고 말았다.
트리니다드 토바고에서는 그를 기념하는 칼립소 노래들이 쓰여졌으며, 현재 포트오브스페인에는 그의 이름을 딴 경기장이 있다.
후에는 트리니다드 토바고 올림픽 위원회의 위원장이 되었다가, 현재는 트리니다드 토바고 국립 가스 회사에 고용되어 있다.